# Guan Zilan
Guan Zilan (xinès tradicional: 關紫蘭; xinès simplificat: 关紫兰;Wade-Giles: Kuan Tzu-lan; pinyin: Guān Zǐlán; Xangai, gener 1903 – 30 de juny de 1986), també coneguda com a Violeta Kwan fou una pintora xinesa de l'avantguarda xinesa de segle xx. Guan Zilan és coneguda en el panorama artístic xinès per haver estat una de les primeres artistes en introduir el fauvisme a la Xina, així com la introducció d'un estil de pintura occidental en temes tradicionals xinesos. Possiblement la seva obra més famosa és Retrat de Miss L. (1929). Si bé fou una artista molt apreciada durant la República, la Revolució Cultural capgirà la visió positiva que s'havia tingut d'ella i fou majoritàriament oblidada en època comunista.

## Etapa formativa
Guan nasqué a Xangai el 1903, durant les darreries de la dinastia Qing, un moment molt convuls en la història xinesa. La seva família provenia de Nanhai, a la província de Guangdong, al sud de la Xina, i es dedicaven al comerç i disseny dins del sector tèxtil. Ja de molt jove inicià la seva educació artística. Estudià pintura a la Shanghai Shenzhou Girls' School i també pintura d'estil occidental més endavant, a la China Art University (中华艺术大学), també a Xangai. En la universitat estudià sota la tutela de pintors famosos com ara Chen Baoyi (陈抱一) i Hong Ye (洪野).

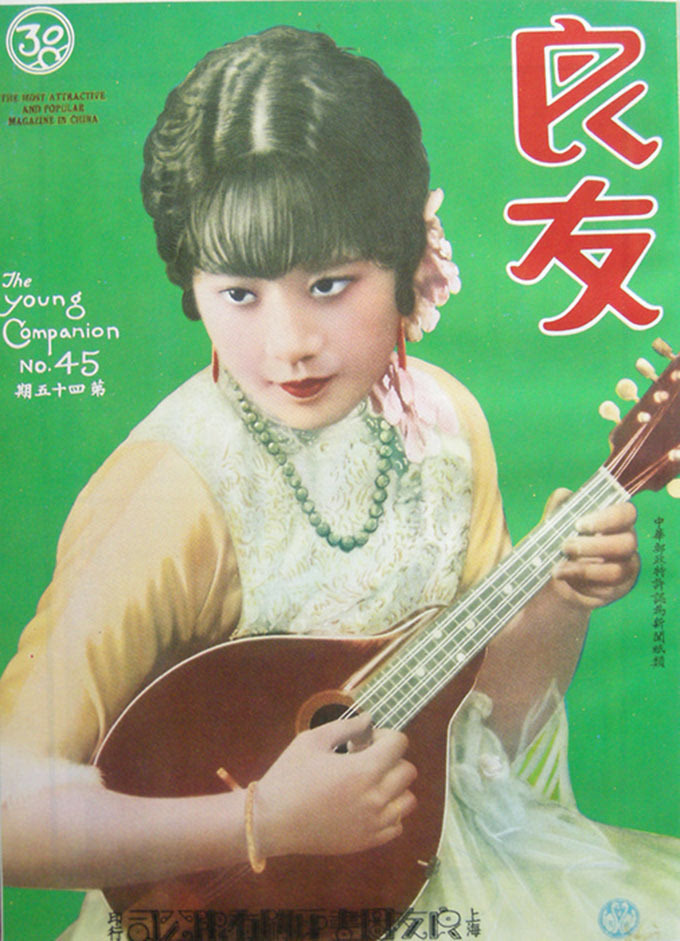
Guan Zilan En la coberta de la revista The Young Companion (Liangyou), núm. 45, 1930

Després que la seva graduació el 1927, seguint el consell del seu mentor Chen Baoyi, emigrà al Japó per a continuar amb els seus estudis. Es matriculà a Bunka Gakuin, a la ciutat de Tòquio, on el seu estil esdevingué fortament influït per Henri Matisse i el fauvisme. Entre els 1920s i els 1930s, les dones xineses que van tenien carreres reeixides al Japó atreien una atenció significativa dels mitjans de comunicació japonesos. D'aquesta manera, Guan aparegué als titulars d'algunes revistes com a representat de la "Noia Moderna". De fet, arribà a ser la imatge de la coberta de la revista The Young Companion (1930), mostrant a Guan com el model de bellesa femení.

## Carrera professional
Guan retornà a Xangai el 1930, esdevenint una de les primeres artistes per en importar influències d'arrel fauvista a la Xina. Ella i la seva companya de professió, Pan Yuliang, esdevingueren les figures cabdals dins del panorama artístic de la República de la Xina (1912–49). Figures com Guan Zilan i Pan Yuliang, dones artistes que havien estat formades també en art i tècniques occidentals, fascinaven al públic, i totes elles foren acceptades com l'embodiment de modernity.:206
Les seves pintures i els retrats eren repetidament publicats en la revista popular Liangyou (El Company Jove). Va debutar en la revista el 1927, quan es seleccionà el seu projecte de graduació de la Universitat d'Art de la Xina per a ésser publicat. El 1930, Guan feu per primer cop una exposició en solitari a Xangai; Liangyou dedicà una pàgina sencera a les pintures de la seva exposició.:214 Alhora, una fotografia d'ella tocant la mandolina four escollida com a imatge de la coberta de la revista.

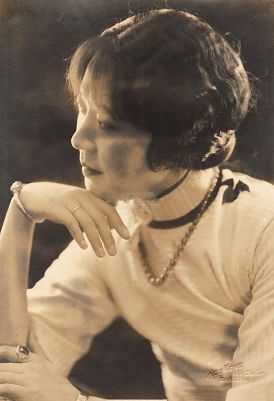
Guan Zilan el 1932

Durant Segona Guerra Mundial, la zona més oriental de la Xina, incloent Xangai, va ser ocupat per l'Imperi Japonès. Chen Baoyi, un dels professors que més influencià a Guan Zilan, refusà treballar pel govern japonès i caigué en la pobresa. No obstant això, Guan li donà suport financer fins a la seva mort el 1945.
Guan decidí romandre a Xangai quan l'exèrcit comunista es feu amb tot Xina el 1949; visqué a Liyang Road, al districte de Hongkou. Va treballar a l'Institut de Recerca de Cultura i Història a Xangai, i també era membre de l'Associació d'Artistes de la Xina. En aquest període, l'estil de Guan evoluciona cap a posicions més realistes, adaptant-se així al realisme socialista dominant a la Xina comunista. No obstant això, arrel de l'inici de la Revolució Cultural, el 1966, cessà tota producció d'obra artística. Així mateix, el públic xinès, gradualment, oblidà la seva figura com a artista. El 30 de juny de 1985, Guan Zilan mor d'un atac de cor a la seva casa.

## Art
Artísticament, Guan Zilan estigué profundament influïda pel fauvisme en la seva etapa formativa. La impronta de grans mestres francesos com ara Henri Matisse o bé Maurice de Vlaminck és molt pal·lesa en aquesta primera etapa de Guan. Alhora, Guan feu servir aquest estil de pintura d'avantguarda occidental per aplicar-lo a temes xinesos tradicionals de forma molt innovadora. Les seves pintures, fetes a l'oli, estan compostes amb un alt grau de simplificació i abstracció, amb rics contrastos de colors. Potser l'obra amb més ressò ha estat Retrat de Miss L. (1929). En aquesta hi veiem una dona xinesa moderna, però vestida amb un qipao, vestit tradicional xinès per a dones, i que té un gos a la seva falda. En lloc de pintar un retrat, Guan convertí la imatge en un joc visual, mitjançant traços amples i colors vius, aplicats de forma plana. A partir de 1949 veiem com Guan s'acosta a posicions més realistes, de la mà del realisme socialista, moviment artístic canònic i hegemonic dins la Xina comunista. A més a més, a partir de 1966, arrel de la Revolució Cultural, abandona totalment la seva carrera artística de forma permanent.
Si bé la figura de Guan es perd i és oblidada en el discurs de la història de l'art xinès durant les dècades dels 1970 i 1980, la tornem a redescobrir a finals dels 90 gràcies al boom que experimenta en formar part d'una exposició a Nova York. Malgrat el temps que ha passat des de la Revolució Cultural, el 1998, el Museu Guggenheim de Nova York seleccionà una de les seves obres per formar part d'una exposició, en concret, Retrat de Miss L. (1929).
El 2007 es descobrí en un soterrani de l'estudi de fotografia Wang Kai Photo Studio de Xangai una caixa de fotografies velles, datades entre 1920s i 1930s. Algunes imatges d'aquesta sèrie de fotografies foren publicades pel periòdic Xinmin Evening News. En aquesta publicació aparegueren, a més a més, algunes imatges de Guan Zilan, però es produí un error en la identificació i Guan apareix amb el nom de Ruan Lingyu, una famosa estrella de cinema del Xangai dels anys 20 i 30. Aquest reportatge fou vist per Liang Yawen, filla de Guan Zilan, que reconegué a la seva mare en aquelles imatges. Després d'aquest descobriment, Guan aparegué en els mitjans de comunicació xinesos, moment en què el públic xinès redescobreix a Guan com a artista i en capta la seva atenció. De fet, la seva obra ha experimentat un increment de valor en el mercat. El gener de 2012, per exemple, la seva obra Flors en un gerro, una pintura a l'oli fou venuda per 2.6 milions de iuans.

## Vida personal
Guan Zilan tingué una filla, Liang Yawen (梁雅雯), i un net, Ye Qi (叶奇), que és fotògraf.